# Monte Kosciusko (Antártida)
El monte Kosciusko es una montaña, en la Antártida. Su cumbre alcanza una altura de 2910 m, la misma comprende el sector central de la cordillera Ames en la tierra de Marie Byrd. Fue incorporado a mapas por el United States Geological Survey a partir de relevamientos y fotografías aéreas de la U.S. Navy, 1959–65, y fue nombrada por el Advisory Committee on Antarctic Names en honor al capitán Henry M. Kosciusko, de la U.S. Navy, comandante del grupo de apoyo antártico, 1965–67.